# روبرت هاميلتون (سياسي كندي، مواليد 1787)
روبرت هاميلتون هو سياسي كندي، ولد في 1787، وتوفي في 1856.